# Palafită

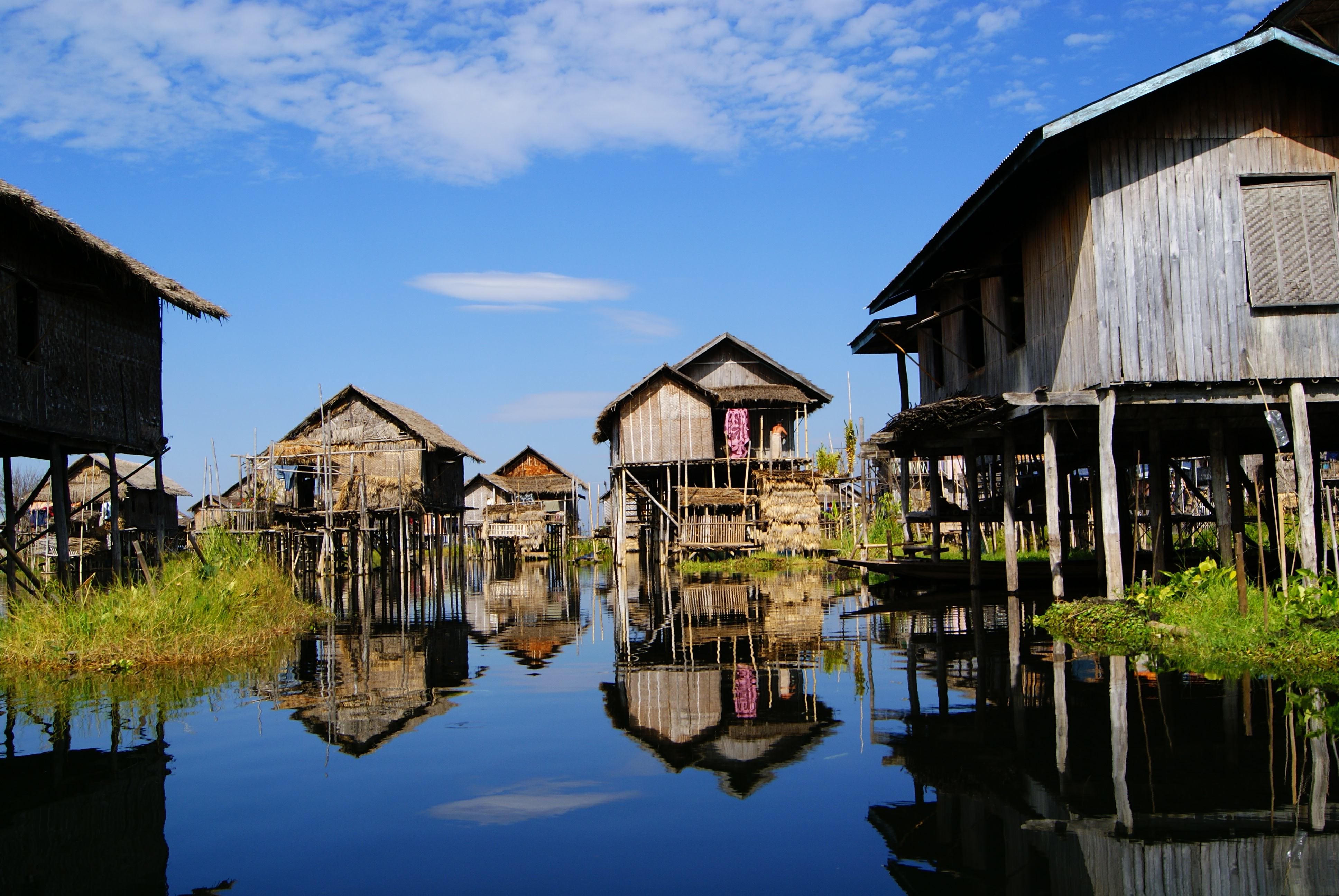
Palafite în Yawnghwe pe lacul Inle, Myanmar.

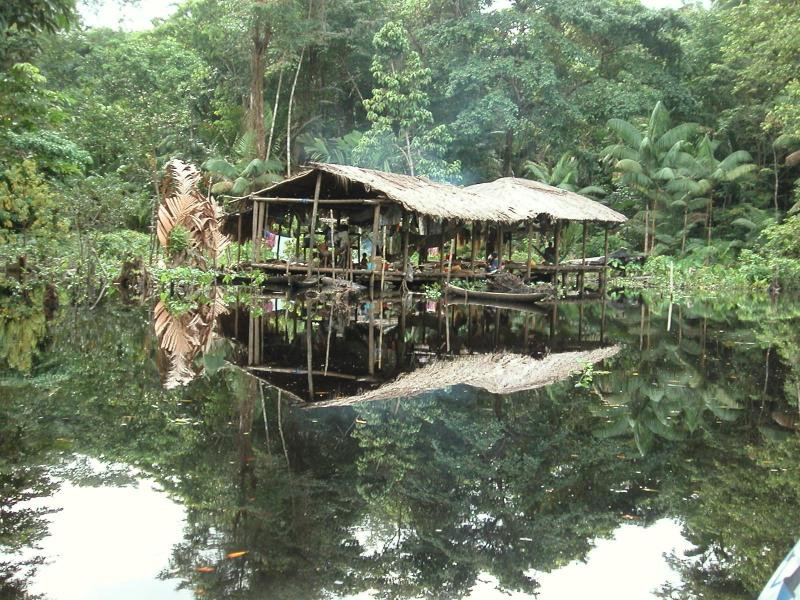
Palafită în Venezuela.

Palafitele sunt construcții ridicate pe piloni deasupra solului sau a unui corp de apă. Acest tip de casă este construită în primul rând ca protecție împotriva inundațiilor, dar și ca procție împotriva fiarelor sălbatice sau unor inamici. Spațiul umbrit de sub casă poate fi folosit ca spațiu de lucru sau ca depozit.
Palafitele în Europa datează din timpuri preistorice din mileniul V-I î.Hr., în special în Alpi, dar și în Câmpia Padului, unde erau numite Terramare. Astăzi, casele cu piloni sunt foarte comune de-a lungul coastelor Asiei de Sud-Est, în Amazonia și Africa.

## Indo-Pacific
Casele dreptunghiulare înălțate sunt unul dintre simbolurile culturale ale popoarelor austroneziene și se găsesc în regiunile din insula Asia de Sud-Est, insulele din Melanezia, Micronezia și Polinezia stabilite de austronezieni. Structurile sunt ridicate pe pilon, și de obicei spațiul de dedesubt este folosit și pentru depozitare sau pentru animale domestice. Acest design are multiple avantaje, atenuează daunele în timpul inundațiilor și pot acționa ca structuri defensive în timpul conflictelor. De asemenea, stâlpii casei sunt acoperiți în mod distinct cu discuri cu diametru mai mare în partea de sus, pentru a preveni pătrunderea paraziților. Casele austroneziene sunt de obicei construite în zone umede și lângă corpuri de apă, dar pot fi construite și în zonele înalte sau chiar direct pe ape puțin adânci.
Construcția structurilor pe piloni este considerată a fi derivată din proiectarea grânarelor și depozitelor de orez, care sunt simboluri de statut foarte importante în rândul austronezienilor cultivatori de orez ancestral.

## America de Sud
Casele cu pilon erau construite și de amerindieni în vremurile precolumbiene. Palafitos sunt în special răspândite de-a lungul malurilor râurilor tropicale din America de Sud, în special lângă râurile Amazon și Orinoco. Casele pe pilon au fost o caracteristică atât de răspândită de-a lungul malului lacului Maracaibo, încât Amerigo Vespucci a fost inspirat să numească regiunea „Venezuela” (mica Veneție).

## Europa

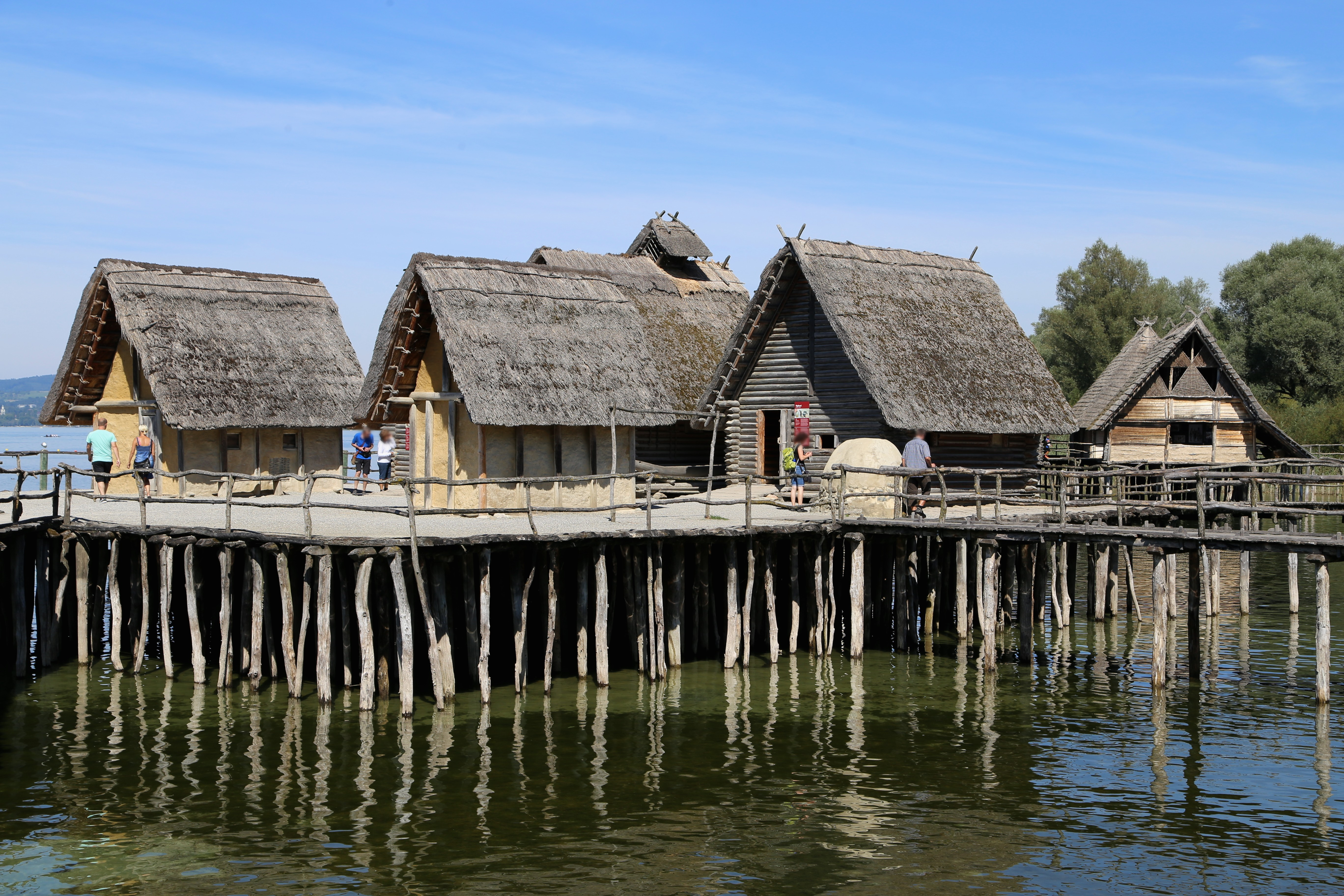
Palafite reconstruite din Epoca Bronzului pe Lacul Constanța, Pfahlbaumuseum Unteruhldingen, Germania

În Neolitic, Epoca Cuprului și Epoca Bronzului, așezările cu palafite erau comune în regiunile Alpine și în zona Padului. S-au găsit rămășițe, de exemplu, în mlaștinile de lângă Ljubljana din Slovenia, la lacurile Mondsee și Attersee din Austria Superioară, în Franța, în jurul Lacului Chalain și Clairvaux.
Casele pe piloni reconstruite sunt prezentate în muzeele în aer liber din Unteruhldingen și Zürich (Pfahlbauland). În iunie 2011, locuințele preistorice din șase state alpine au fost desemnate ca situri de patrimoniu mondial UNESCO. 
Herodot a descris în Istoriile sale casele „locuitorilor lacurilor” din Peonia și modul în care acestea au fost construite.
În Alpi, clădiri similare, cunoscute sub numele de raccards, sunt încă folosite ca grânare. În Anglia, grânarele sunt așezate pe pietre, asemănătoare cu pilonii, pentru a împiedica șoarecii și șobolanii să ajungă la cereale.